# Frank Starke
Frank Starke ist ein deutscher Altorientalist mit dem Schwerpunkt der Hethitologie.
Frank Starke wurde 1976 mit der Arbeit „Die Funktionen der dimensionalen Kasus und Adverbien im Althethitischen“ an der Universität Marburg promoviert. 1987 erfolgte mit der Arbeit „Untersuchung zur Stammbildung des keilschrift-luwischen Nomens“ die Habilitation an der Universität Frankfurt am Main. Starke beschäftigt sich vor allem mit der luwischen und hethitischen Sprache sowie der Geschichte Anatoliens im 2. Jahrtausend v. Chr. Starke ist der Auffassung, den Nachweis einer Gleichsetzung der Stadt Ilion (Troja) mit der aus Keilschrifttexten bekannten Stadt Wilusa erbracht zu haben. Diese Zuweisung ist jedoch auch weiterhin umstritten und im Rahmen der Tübinger Troja-Debatte zu Beginn des 21. Jahrhunderts heftig diskutiert worden. Derzeit lehrt Starke als außerplanmäßiger Professor an der Universität Tübingen.

## Schriften
- Die Funktionen der dimensionalen Kasus und Adverbien im Althethitischen, Harrassowitz, Wiesbaden 1977 (Studien zu den Bogazköy-Texten, H. 23) ISBN 3-447-01786-4.
- Die keilschrift-luwischen Texte in Umschrift, Harrassowitz, Wiesbaden 1985 (Studien zu den Bogazköy-Texten, H. 30) ISBN 3-447-02349-X.
- Untersuchung zur Stammbildung des keilschrift-luwischen Nomens, Harrassowitz, Wiesbaden 1990 (Studien zu den Bogazköy-Texten, H. 31) ISBN 3-447-02879-3.
- Ausbildung und Training von Streitwagenpferden. Eine hippologisch orientierte Interpretation des Kikkuli-Textes, Harrassowitz, Wiesbaden 1995 (Studien zu den Bogazköy-Texten, H. 41) ISBN 3-447-03501-3.